# آکادمی ساهیتیا
آکادمی ساهیتیا، آکادمی ملی ادبیات هند، سازمانی است که به ترویج ادبیات به زبان‌های هند اختصاص دارد. این آکادمی در روز ۱۲ مارس ۱۹۵۴ تأسیس شد، هر چند به صورت مستقل از دولت هند، مورد حمایت واقع می‌شود. دفتر آن در رابیندرا بهاوان در نزدیکی مندی هاوس در دهلی واقع شده است.
آکادمی ساهیتیا، کارگاه‌های آموزشی و سمینارهای ملی و منطقه‌ای را سازماندهی می‌کند، کمک هزینه‌های تحقیقاتی و سفر را به نویسندگان ارائه می‌دهد؛ کتاب‌ها و مجلات، از جمله دایرةالمعارف ادبیات هند را منتشر کرده است؛ و جایزه سالانه آکادمی ساهیتیا به مبلغ ۱۰۰٬۰۰۰ روپیه هند را در هر یک از ۲۴ زبانی که پشتیبانی می‌کند، اهداء کرده و همچنین نشان افتخار ادبی فلوشیپ آکادمی ساهیتیا (Sahitya Akademi Fellowship) را برای یک عمر دستاورد تقدیم می‌کند.
کتابخانه آکادمی ساهیتیا یکی از بزرگ‌ترین کتابخانه‌های چند زبانه در هند است که مجموعه‌ای غنی از کتاب‌ها در زمینه ادبیات و موضوعات مرتبط را دارد.
این آکادمی دو نشریه ادبی: ادبیات هند به زبان انگلیسی و سمکالین بهاراتی ساهیتیا (Samkaleen Bharatiya Sahitya) را به زبان هندی، هر دو ماه یکبار منتشر می‌کند.

## زبان‌های ادبی پذیرفته شده
آکادمی ساهیتیا از آثاری در ۲۴ گونه زبان که در ذیل آمده است حمایت می‌کند که ۲۲ زبان در برنامه هشتم قانون اساسی هند قرار گرفته است دو زبان دیگر انگلیسی و زبان راجستانی هستند.
زبان‌های پذیرفته شده به قرار ذیل است:
آسامی، بنگالی، بودو، دوگری، انگلیسی، گجراتی، هندی، کنادا، کشمیری، کونکانی، مایتهیلی، مالایالم، مانیپوری، مراتی، نپالی، اوریه، پنجابی، راجستانی، سانسکریت، سانتالی، سندی، تامیلی، تلوگو و اردو.
پذیرفته شدن زبان‌ها در آکادمی ساهیتیا، مستقل از به رسمیت شناخته شدن زبان‌ها توسط برنامه هشتم قانون اساسی هند است.
مواردی از پذیرفتن زبان در آکادمی قبل از ورود به برنامه هشتم
- زبان سندی در سال ۱۹۵۶ توسط آکادمی پذیرفته شد[۲] که چند سال قبل از به رسمیت شناخته شدن این زبان توسط اصلاحیه بیست و یکم قانون اساسی هند در سال ۱۹۶۷ بود.[۳][۴][۵]
- زبان مایتهیلی در سال ۱۹۶۶ توسط آکادمی ساهیتیا پذیرفته شده است،[۶][۷] این امر مدتها پیش از این بود که در سال ۲۰۰۳ توسط اصلاحیه نود و دو قانون اساسی هند به رسمیت شناخته شود.[۸]
- زبان دوگری در سال ۱۹۶۹ توسط آکادمی ساهیتیا پذیرفته شده است،[۹] این امر مدتها پیش از این بود که در سال ۲۰۰۳ توسط اصلاحیه نود و دو قانون اساسی هند به رسمیت شناخته شود.[۱۰][۱۱]
- زبان مانیپوری در سال ۱۹۷۱ توسط آکادمی ساهیتیا پذیرفته شده است،[۹][۱۲] این امر چند سال قبل از این بود که در سال ۱۹۹۲ توسط اصلاحیه هفتاد و یک قانون اساسی هند به رسمیت شناخته شود.[۱۳]
- زبان‌های کونکانی و نپالی در سال ۱۹۷۵ توسط آکادمی ساهیتیا پذیرفته شده‌اند،[۹] این امر چند سال قبل از این بود که در سال ۱۹۹۲ توسط اصلاحیه هفتاد و یک قانون اساسی هند به رسمیت شناخته شوند.[۱۴]

مواردی از پذیرفتن زبان در آکادمی بعد از ورود به برنامه هشتم
- زبان سانتالی در سال ۲۰۰۴ توسط آکادمی ساهیتیا پذیرفته شد[۱۵][۱۶] که این امر بعد از این بود که در سال ۲۰۰۳ توسط اصلاحیه نود و دو قانون اساسی هند به رسمیت شناخته شد.[۱۷]
- زبان بودو در سال ۲۰۰۵ توسط آکادمی ساهیتیا پذیرفته شد،[۱۸][۱۹]که این امر بعد از این بود که در سال ۲۰۰۳ توسط اصلاحیه نود و دو قانون اساسی هند به رسمیت شناخته شد.[۲۰][۲۱]

## تاریخچه
ایده تشکیل آکادمی ملی ادبیات در هند توسط حکومت مستعمراتی بریتانیا مورد توجه قرار گرفت و در سال ۱۹۴۴، پیشنهادی که از سوی انجمن سلطنتی آسیایی بنگال برای ایجاد یک ائتلاف ملی فرهنگی صورت گرفت، از نظر اصولی پذیرفته شد. طرح اولیه سه مؤسسه یا آکادمی را در بر می‌گرفت که به هنرهای تجسمی، هنرهای نمایشی و ادبیات اختصاص داشت. دولت مستقل هند این پیشنهاد را به مرحله عمل رساند و در روز ۱۵ دسامبر ۱۹۵۲، با تصویب دولت آکادمی ملی ادبیات را با نام آکادمی ساهیتیا ایجاد کرد.
اولین شورای عمومی این آکادمی دارای اعضایی همچون ساروپالی رادهاکرشنن، ابوالکلام آزاد، چاکراوارتی راجاگوپالاچاری، کی. ام. پانیکار، کانایالال مانکلال مونشی، ذاکر حسین، اوماشانکار موشی، مهادیوی وارما، دی. وی. گوندپا، رامداری سینگ دینکار تحت ریاست نخست‌وزیر آن زمان، جواهر لعل نهرو بود. دولت هند تصریح کرد که انتخاب نخست‌وزیر نهرو به عنوان ریاست شورا «به خاطر اینکه او نخست‌وزیر است، نبود بلکه به این علت است که با تلاش و پشتکار خودش جایگاه برجسته‌ای در نقش نویسنده و مؤلف به دست آورده است.»
آکادمی ساهیتیا در روز ۱۲ مارس ۱۹۵۴، به صورت رسمی در دهلی نو افتتاح شد. مراسمی در تالار مرکزی مجلس هند با سخنرانی مولانا ابوالکلام آزاد و ساروپالی رادهاکرشنن برگزار شد. نگرانی عمده در روزهای اولیه فعالیت آکادمی ساهیتیا، مستقل بودن و عدم وابستگی آن به دولت مرکزی بود. شورای اول توصیه‌هایی در جهت بهبود نظام‌نامه حاکم بر آکادمی ارائه کرد که از جمله آنها این پیشنهاد بود که رئیس توسط خود شورا انتخاب شود و توسط دولت منصوب نشود. جواهر لعل نهرو تا زمان مرگش در سال ۱۹۶۴، به عنوان رئیس شورا خدمت کرد.
لوگوی آکادمی ساهیتیا توسط ساتیاجیت رای طراحی شد.

## اساسنامه و ساختار

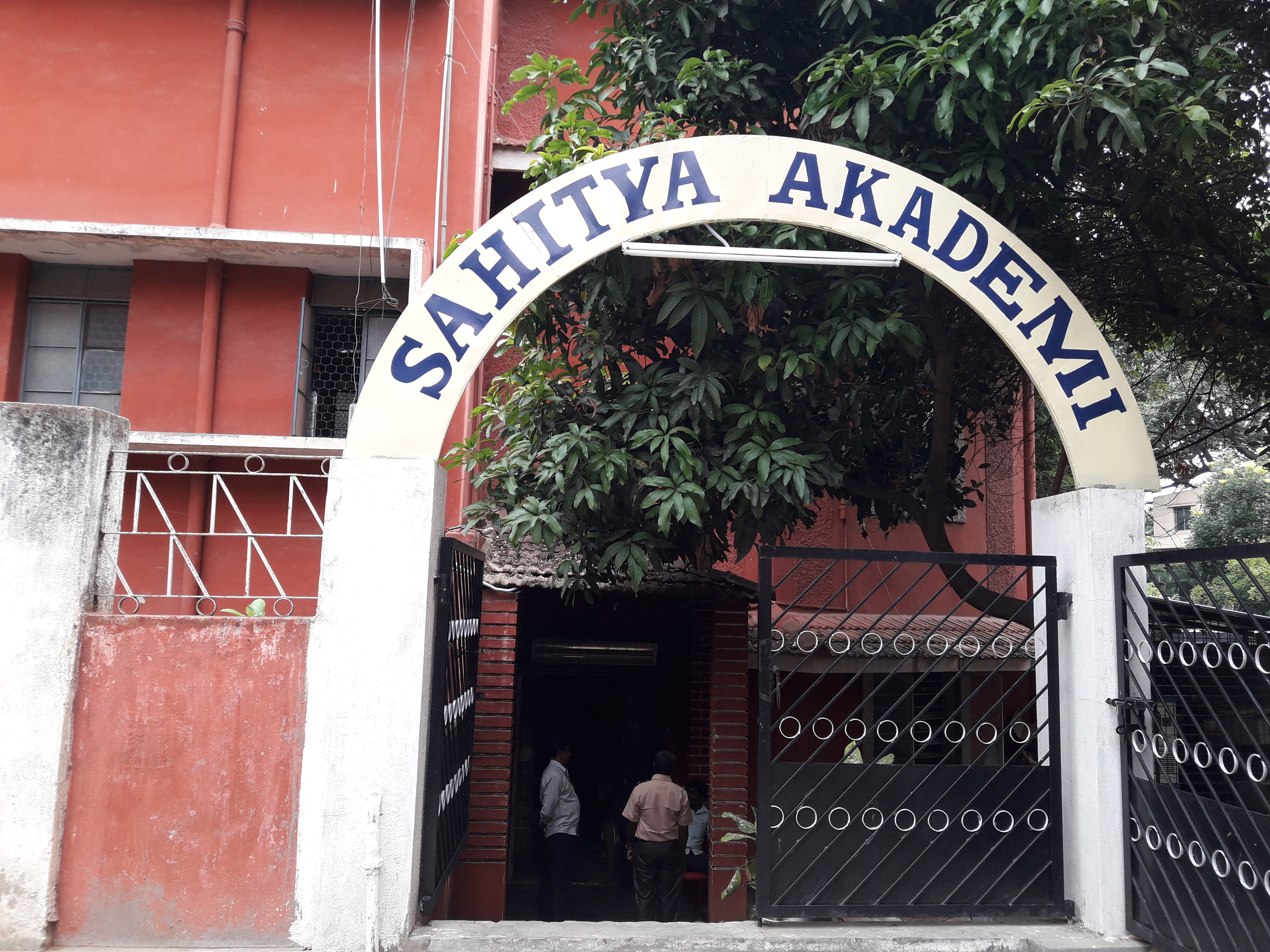
دفتر محلی آکادمی ساهیتیا در بنگلور

آکادمی ساهیتیا در روز ۱۵ دسامبر ۱۹۵۲ با مصوبه‌ای که توسط دولت هند به تصویب رسید ایجاد شد. آکادمی در روز ۱۲ مارس ۱۹۵۴ به‌طور رسمی افتتاح شد. این آکادمی در آغاز تحت فرمان اجرایی به فعالیت پرداخت اما بعد تحت قانون ثبت انجمن‌های هندی در سال ۱۸۶۰، به عنوان انجمن به ثبت رسید. اساسنامه آکادمی ساهیتیا مقرر می‌دارد که این آکادمی باید توسط سه اولیای امور، شورای عمومی، هیئت اجرایی و کمیته مالی اداره شود.
شورای عمومی این اختیار را دارد که از بین سه نامزد برگزیده توسط هیئت اجرایی، رئیس و معاون رئیس را انتخاب کند. علاوه بر این، هیئت اجرایی یک منشی را تعیین می‌کند که هم به عنوان منشی آکادمی و هم منشی غیررسمی هر سه اولیای امور فعالیت می‌کند.
شورای عمومی
فعالیت هر دوره شورای عمومی آکادمی ساهیتیا به مدت پنج سال است. هر سال یکبار تشکیل جلسه داده و به چندین امور مهم، از جمله تعیین رئیس و معاون رئیس آکادمی، انتخاب اعضای هیئت اجرایی، چارچوب‌بندی قوانین و رویه‌ها در آکادمی و انتخاب همکاران (fellows) به توصیه هیئت، می‌پردازد.
شورای عمومی شامل اعضای ذیل است:
- رئیس و مشاور امور مالی.
- انتخاب پنج فرد که توسط دولت هند کاندید شده‌اند، از جمله یک فرد از تراست ملی کتاب، اداره فرهنگ و وزارت اطلاع‌رسانی و برنامه فرهنگی (Ministry of Information and Broadcasting).
- یک نفر از هر ایالت و قلمرو اتحادیه هند (این افراد توسط شورای عمومی اجتماعی (outgoing General Council)، بر اساس توصیه از طرف ایالت‌ها و قلمرو اتحادیه نامزد شده‌اند)
- یک فرد به بازنمایی از زبانی که توسط آکادمی ساهیتیا پشتیبانی می‌شود. (توسط شورای عمومی اجتماعی کاندید شده است)
- یک نماینده از هر دانشگاه، حداکثر به تعداد ۲۰ دانشگاه، با دپارتمان‌های تحصیلات تکمیلی در بخش علوم انسانی (برگزیده شده توسط شورای اجتماعی)
- هشت فرد از حوزه ادبیات (کاندید شده توسط شورای عمومی اجتماعی)
- نمایندگانی از آکادمی سانگیت ناتاک، آکادمی لالیت کَلا، شورای روابط فرهنگی هند، کتابخانه راجا رام موهان روی و نماینده‌ای از یک ناشر هندی بر اساس پیشنهاد انجمن ناشران.

هیئت اجرایی
هیئت اجرایی آکادمی ساهیتیا، اختیارات اجرایی را به کار می‌گیرد و مسئولیت نظارت و کنترل فعالیت آکادمی را بر عهده دارد. این بخش بودجه سالانه آکادمی را آماده کرده، منشی را تعیین می‌کند، گروه‌هایی از کاندیداها را برای بررسی و انتخاب همکاران (fellows) شورای عمومی تدارک می‌بیند. متشکل از رئیس، معاون رئیس، مشاور امور مالی، دو نفر از کاندیداهای دولت هند در شورای عمومی (یکی از آنها باید نماینده وزارت فرهنگ باشد) و یک نفر نماینده هر یک از زبان‌های آکادمی که پشتیبانی می‌شود، به نحوی که توسط شورای عمومی کاندید شده است.
کمیته امور مالی
وظیفه کمیته امور مالی این است تا میزان مجموع مخارج آکادمی ساهیتیا را برای سال مالی تعیین کند، برآوردهای بودجه را مورد رسیدگی قرار داده و به هیئت اجرایی پیشنهاد دهد. کمیته مالی شامل یک مشاور امور مالی، یک نفر تعیین شده از طرف دولت هند، یک نماینده از سوی شورای عمومی و یک نماینده از هیئت اجرایی، و معاون رئیس آکادمی است. حساب‌های آکادمی ساهیتیا توسط حسابرس عمومی هند مورد رسیدگی قرار می‌گیرد.

## نشریه و فعالیت

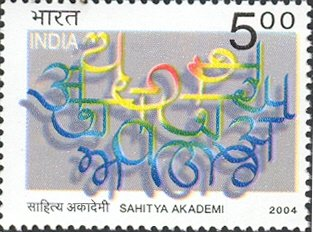
تمبر سال ۲۰۰۴ هند مرتبط با آکادمی ساهیتیا

آکادمی ساهیتیا چند نشریه دائمی، به علاوه دو نشریه ادبی ادبیات هند و سمکالین بهاراتی ساهیتیا به صورت دو ماه یکبار، منتشر می‌کند. این آکادمی پژوهش کتاب‌شناسی، کارگاه آموزشی ترجمه، سمینارها و فستیوال سالانه آثار ادبی را برگزار می‌کند.
نشریه‌ها
آکادمی ساهیتیا علاوه بر انتشار آثار فردی و گلچین‌های ادبی به ۲۴ زبانی که از آنها حمایت می‌کند، کتاب‌شناسی، گردآوری‌ها و ویرایش‌های انتقادی (critical editions) را هم منتشر می‌کند. از میان موارد دیگر، آکادمی کتاب‌شناسی ملی ادبیات هند (NBIL)، یک فهرست برگزیده پاینده از آثار به ۲۴ زبان را منتشر می‌کند. 